# Obelisco de Axum

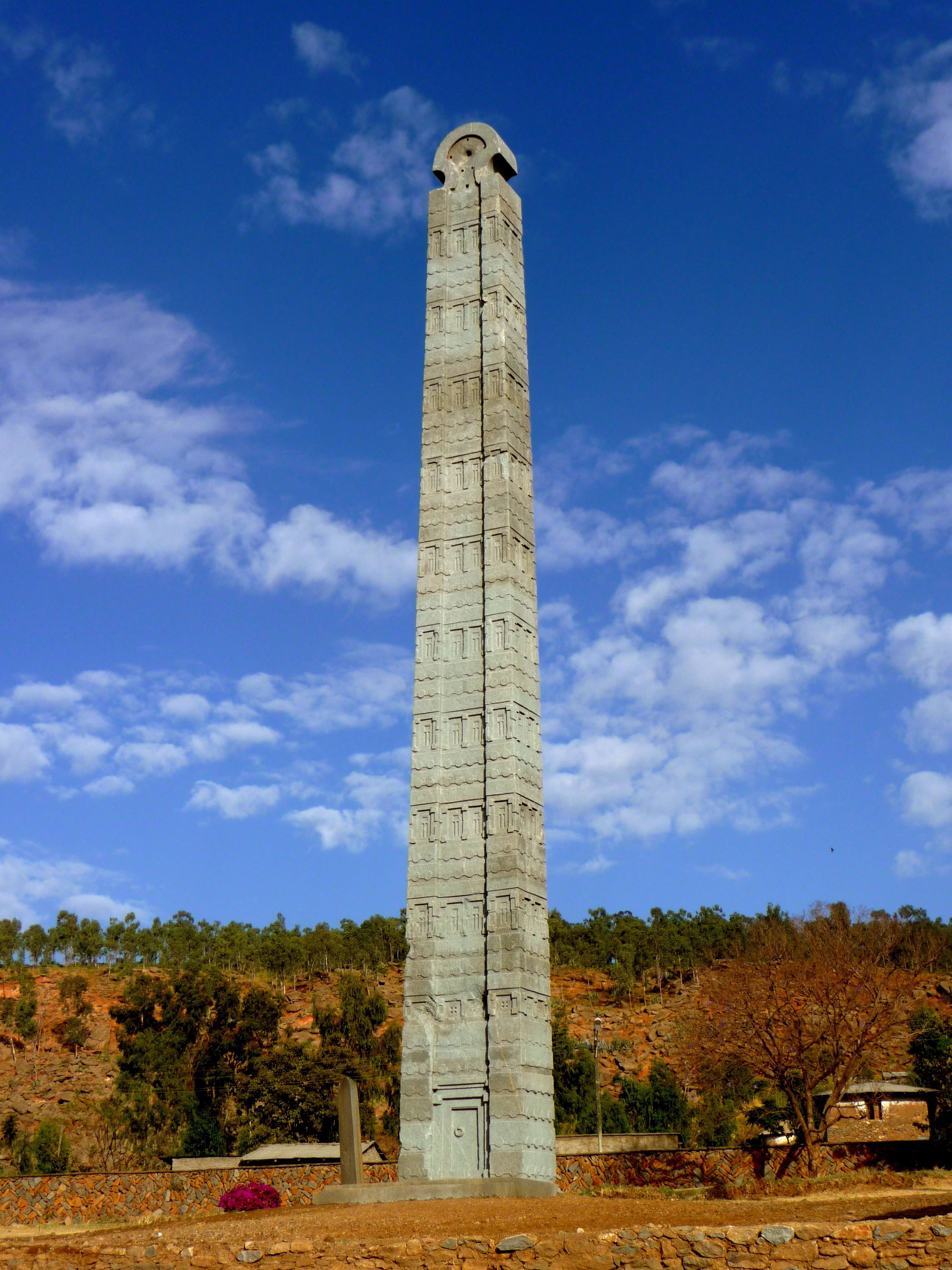
O Obelisco de Axum em 2009.

O Obelisco de Axum é um grande obelisco de granito, com 24 metros de altura e 800 toneladas de peso. É decorado com duas portas falsas na base, e decorações semelhantes a janelas em todos os lados. O obelisco termina em uma parte semicircular superior, que costumavam ser fechadas por armações metálicas.
O monumento encontra-se na cidade de Axum, na Etiópia. Foi erguido há aproximadamente 1 700 anos, no auge do Império de Axum.

## História
O obelisco foi esculpido e erigido na cidade de Axum (em nossos dias a Etiópia) durante o século IV por pessoas do Império de Axum, uma antiga civilização etíope. Mais tarde, ele desabou, quebrando em três partes, provavelmente depois de um terremoto (Axum está  localizada em uma zona sísmica). Nestas condições, foi levado como troféu de guerra pelos soldados italianos no final de 1937, após a Segunda Guerra Ítalo-Etíope.
Vários outros obeliscos semelhantes existem na Etiópia e na Eritreia, tais como o Hawulti em Metera. Como o Obelisco de Axum, outros obeliscos têm uma base retangular com uma porta falsa esculpida em um lado.
Foi inaugurado em Roma em 1937. Foi devolvido e reinaugurado em 2008